# Yuri Ortuño
Yuri Orlando Ortuño León (Huanuni, Bolivia 15 de junio de 1963) es un reconocido cantante y compositor boliviano de folclore y música andina. Exintegrante de reconocidas agrupaciones como Kjarkas y Proyección (fundador), es considerado una de las voces más importantes y representativas del folclore boliviano y latinoamericano.

## Biografía
Nació el 15 de junio de 1963 en la población de Huanuni, Departamento de Oruro, Bolivia. 
Actualmente radica en la ciudad de Cochabamba. Durante la década de los 80 y parte de los 90 fue fundador, director y vocalista del grupo Proyección, que gracias a su gran voz y talento, tuvo mucho éxito. Casado con Marlene Rosario Valencia Rivero.
Hablar de Yuri Ortuño León, en materia de música, es hablar de uno de los máximos exponentes del folklore latinoamericano, poseedor de una cálida y bien timbrada voz que va acompañada del sentimiento que imprime en cada una de sus interpretaciones, tanto en sus diferentes grabaciones cuanto en sus actuaciones en vivo. Su voz recoge la agresividad de su pueblo natal Huanuni (Oruro), tierra minera de Bolivia que con su árida geografía le insufla a Yuri ese timbre fuerte que posteriormente va cobrando dulzura y sentimiento al hacer del fértil valle cochabambino su morada y fuente de inspiración; es ahí donde éste joven cantautor da rienda suelta a su sensibilidad de compositor y escribe las canciones que a la postre serían éxitos marcados en su andadura musical, pero es allí también donde se diseñaron las diferentes giras artísticas llevándole a escenarios importantes en los que pudo mostrar la riqueza de la música boliviana, particularmente con el grupo Proyección, que fundaría a fines del 1979.
Si bien desde muy pequeño Yuri estuvo envuelto en el escenario musical de Oruro en actos escolares y estudiantiles, Yuri Ortuño nace a la vida artística un abril de 1975 en donde recibe el segundo lugar en el "Festival nacional de la Canción Aquí Canta Bolivia" de la ciudad de Oruro, en donde se presentó junto a su hermano Ernesto Ortuño, los dos conformaban el "Dúo Hermanitos Ortuño". Luego de esta presentación empezaron a realizar giras por los centros mineros de Bolivia como número de apertura en los shows de renombrados artistas bolivianos como Luis Carrión, Ernesto Cavour, Luis Rico, entre otros.
Gracias a la invitación de Gonzalo Hermosa, Yuri Ortuño junto a otros jóvenes de entonces dejan nacer lo que inicialmente fuera Proyección Kjarkas, para luego sellar y poner en alto al grupo Proyección, del que fuera director y principal compositor hasta el año 1995, nueve fueron los discos grabados por dicho grupo, los que llevan impresos la voz de Yuri Ortuño León y son 9 Discos de Oro y uno doble de Platino los premios que se lograron por ventas de los mismos. 
Con el privilegio de haber sido la única voz, en reemplazo de Elmer Hermosa la voz líder de Los Kjarkas en toda su historia, Yuri Ortuño integró Los Kjarkas en el año 1981. 
En 1986, Yuri es invitado a  formar parte del conocido grupo de música andina, SUKAY en los Estados Unidos por el lapso de seis meses, actuando en más de treinta estados, logrando además la grabación de dos discos en ese país.
Cabe destacar que como compositor novel, se compromete a una labor de rescate de la música de antaño de su país, al evocar a grandes autores y compositores que dejaron su huella profunda por medio de sus obras; es con el eximio guitarrista boliviano Rafael Arias Paz con quien emprende un largo recorrido artístico bajo el rótulo de “Dúo Sentimiento” regalando al público esas melodías hermosas donde resalta fuertemente la voz candente de Yuri Ortuño León, son once discos de larga duración los testimonios de dicha obra.
En el año 1995 Yuri Ortuño deja el afamado Grupo Proyección para perfilarse como un cantautor solitario, con la libertad para amalgamar su canto y su obra con grandes músicos con quienes plasmaría valiosos aportes musicales, pudo compartir su canto con artistas de la talla de Eddy Navía, Grupo Sukay de U.S.A, Dexter Pérez Mejía, Grupo Antología del Perú, etc. Sin embargo serían sus placas discográficas como solista las que le consolidan como uno de los grandes músicos folklóricos latinoamericanos, no solo en lo que a música respecta, sino como ser humano llevando un mensaje propositivo a través de sus composiciones.
El año 1997, Yuri atravesó uno de sus peores momentos personales y familiares, la popularidad y la fama conquistadas no iban acorde con la felicidad ansiada por quienes eran parte de su núcleo familiar (esposa y cuatro hijos), Yuri tuvo serios conflictos internos y se convirtió en presa fácil del alcoholismo llevando una vida disoluta afectando seriamente su carrera, es en ese momento en que Yuri escucha el llamado de Dios y recibe la palabra y el evangelio de Jesucristo, tomando ese año la decisión de abrirle su corazón a quién transformaría totalmente su vida y la de su familia; y por supuesto cambiaría la visión que el artista tenía de la vida misma. Yuri Ortuño decide aceptar a Jesucristo como su Señor y Salvador y en gratitud a la obra que Dios hizo en su vida, Yuri graba seis discos de alabanza para ese Dios que hizo realidad el sueño de restaurar su flia. 
El año 2003 Yuri Ortuño vuelve a los escenarios culturales luego de haberse apartado de ellos temporalmente debido a su fé y graba el disco "Así es el amor". A partir de ese momento retoma aquel camino cultural proponiendo nuevamente el rescate y revalorización de la música boliviana, andina y latinoamericana.
Actualmente Yuri Ortuño está abocado a producir canciones de corte popular y con los ritmos que caracterizan particularmente a los pueblos indoamericanos, llevando un mensaje de amor, de esperanza; sus masivos conciertos conllevan canciones que Yuri pudo regalar a su público en todos sus años de trayectoria y mostrar las recientes producciones que tocan el corazón de su gente. Acompañado siempre de su actual grupo "LA NUEVA PROYECCIÓN" quienes desde el año 2000 son cómplices de su caminar artístico musical por varios continentes con quienes grabaron cinco discos.
El año 2025, y con el motivo de la celebración de sus 50 años de trayectoria artística, Yuri Ortuño graba un icónico disco denominado "Las Canciones de mi Vida - 50 Años" en donde hace una recopilación de sus obras más emblemáticas. Este lanzamiento junto a una extensa gira internacional son parte de los eventos que se enmarcan en su gira de aniversario.

## Discografía

### ConProyección Kjarkas
- Proyección Kjarkas (1981)
- Mis penas (1983)

### ConProyección
- No vuelvo a amar (1983)
- Amame (1986)
- Solo por tu amor (1987)
- Secreto Amor (1989)
- Aquella Noche (1990)
- Buscando un nuevo cielo (1991)
- Te invito a soñar (1992)

### Con elDúo Sentimiento
- Kaluyos Tradicionales (1984)
- Dúo Sentimiento (1985)
- Dúo Sentimiento (1986)
- Dúo Sentimiento (1987)
- Canciones de ayer y siempre (1992)
- Diez años con sentimiento (1994)
- Joyas Vol. 1 (1996)
- Joyas Vol. 2 (1996)
- Gracias por la espera (2002)
- Dúo Sentimiento (2003)
- 20 Años (2004)

### Con el dúo Tal para Cual
- Añoranzas (1994)

### Con Sukay (USA)
- Mama Luna (1985)
- Yuri Ortuño & Quentin Navia (1995)

### Como solista
- Ha pasado el mal tiempo (1995)
- Mi vida en canciones (1996)
- En boca de todos (1997)
- Jesús... mi camino (1999)
- A cielo abierto (2000)
- Concierto de adoración (2001)
- Alabanza del corazón (2002)
- Yo he sido enviado (2003)
- Así es el amor (2003)
- Desde los Andes al monte de Sión (2005)
- De Colección (2007)
- Armagedón (2007)
- Reminiscencias (2008)

### A dúo con Yuri Mijail
- Dos Generaciones... Un solo canto (2009)
- Es mi papá (2020)
- En Intimidad con Dios (2020)

### Con Umajalanta
- Por Amor (2005)

### ConLa Nueva Proyección
- Cerrando Heridas (2004)
- Yuri Ortuño & La Nueva Proyección - En vivo (2005)
- Piel Trigueña (2006)
- Si hay amor, hay esperanza (2011)
- Cantor de Amores (2018)

## Discos de oro y platino
| Año  | Categoría              | Trabajo                 |
| ---- | ---------------------- | ----------------------- |
| 1986 | Disco de oro           | Amame                   |
| 1987 | Disco de oro           | Solo por tu amor        |
| 1989 | Disco de oro           | Secreto amor            |
| 1990 | Disco doble de platino | Secreto amor            |
| 1991 | Disco de oro           | Aquella noche           |
| 1992 | Disco de oro           | Buscando un nuevo cielo |

## Otros premios
- 1975 Galardón obtenido en el 7º Festival Nacional de la CanciónBoliviana (Oruro- Bolivia)
- 1976 Primer Lugar como solista en la categoría infantil, Plaqueta de Oro en el 1er Festival Juvenil de la Canción Boliviana (Tarija Bolivia)
- 1977 Segundo Puesto y Kantuta de Plata IV Festival Estudiantil de la Canción Boliviana ( Oruro- Bolivia)
- 1978 Segundo Puesto y Quirquincho de Plata  V Festival Estudiantil de la Canción Boliviana
- 1995 Segundo lugar al Duo Vocal instrumental (ARAS Cbba)
- 1998 Premio al mejor Duo vocal (ABAIEM)
- 2003 Premio a la mejor voz masculina de Bolivia (CICOMBOL)
- 2003 Premio a la mejor composición del año (Radio FIDES)
- 2004 Premio a la mejor voz masculina de Bolivia (CICOMBOL)
- 2004 Premio a la mejor composición del año          (CICOMBOL)
- 2005 Premio a la mejor composición (Radio Bonita – Ecuador)
- 2007 Premio de Oro en la Feria del Durazno (MUNICIPIO SAN BENITO)
- 2008 Artista Destacado del Año (AJAYU)
- 2009 Premio a la mejor canción del año con contenido social (AJAYU)
- 2010 Reconocimiento como GRAN MAESTRO (SOBODAYCOM)
- 2011 Premio a la mejor composición (RADIO BONITA– ECUADOR)
- 2012 Premio a la voz masculina del año (CICOMBOL)
- 2012 Premio al álbum del año “Si hay amor ..hay esperanza” (CICOMBOL)

## Giras y presentaciones importantes
- 1975 Galardón obtenido en el 7º Festival Nacional de la CanciónBoliviana (Oruro- Bolivia)
- 1976 Primer Lugar como solista en la categoría infantil, Plaqueta de Oro en el 1.er Festival Juvenil de la Canción Boliviana (Tarija Bolivia)
- 1977 Segundo Puesto y Kantuta de Plata IV Festival Estudiantil de la Canción Boliviana ( Oruro- Bolivia)
- 1978 Segundo Puesto y Quirquincho de Plata  V Festival Estudiantil de la Canción Boliviana
- 1979 Participación en el festival de la canción Social de la UMSS y varias actuaciones locales ( Cochabamba- Bolivia)
- 1980 Fundación del grupo Proyección Kjarkas, actuaciones locales y giras realizadas en todo el territorio nacional junto al grupo Kjarkas
- 1981 Grabación de su primer disco con Proyección Kjarkas, Gira nacional integrando el Grupo Kjarkas ; Actuación especial para el Gral. Celso Torrelio, Presidente de la República de Bolivia
- 1982 Presentaciones en televisión, ganadores del Cántaro de Plata, premio de la Municipalidad de Cochabamba, varias actuaciones nacionales
- 1983 Grabación del segundo disco de Proyección Kjarkas, recitales en todo el país y participación en la película Mi socio, actuaciones musicalizando a Zulma yugar
- 1984 Nacimiento del Grupo Proyección y grabación del primer disco, grabación de Kaluyos Tradicionales junto a Rafael arias, Concierto en el Stadio Gimnasia de la ciudad de San salvador de Jujuy- Argentina
- 1985 Promoción Nacional del disco realizando recitales en todo el país y con presentaciones en TV
- 1986 Yuri Ortuño actúa con el grupo Sukay en USA realizando más de treinta presentaciones en Universidades, clubs, Radios, festivales, etc, siendo la más importante la del concierto de Julio Iglesias en el Anfiteatro de Montainvieu, San Francisco; Presentación en el Winnipeg Fol. Féstival- Canadá
- 1987 Grabación del segundo disco de Proyección,  Presentación en el teatro Mitre de San Salvador de Jujuy- Argentina, actuaciones variadas en Bolivia
- 1988 Presentación en el Festival Boliviano Argentino, en el club Isidoro, Bs. As. Argentina, Festival “Taquin Tusun” Jujuy Argentina. Gira nacional por el Perú, Teatro Municipal Lima, Arequipa, Trujillo, etc.
- 1989 Actuación en el Festival del acero Palpalá Argentina; Presentaciones en el stadium de Arica , Calama é Iquique – Chile
- 1990 Presentación en la FeriMúsica, Buenos Aires Argentina, Gira Nacional por el Perú y grabación del tercer disco de Proyección